# Birodalmi rohamosztagosok

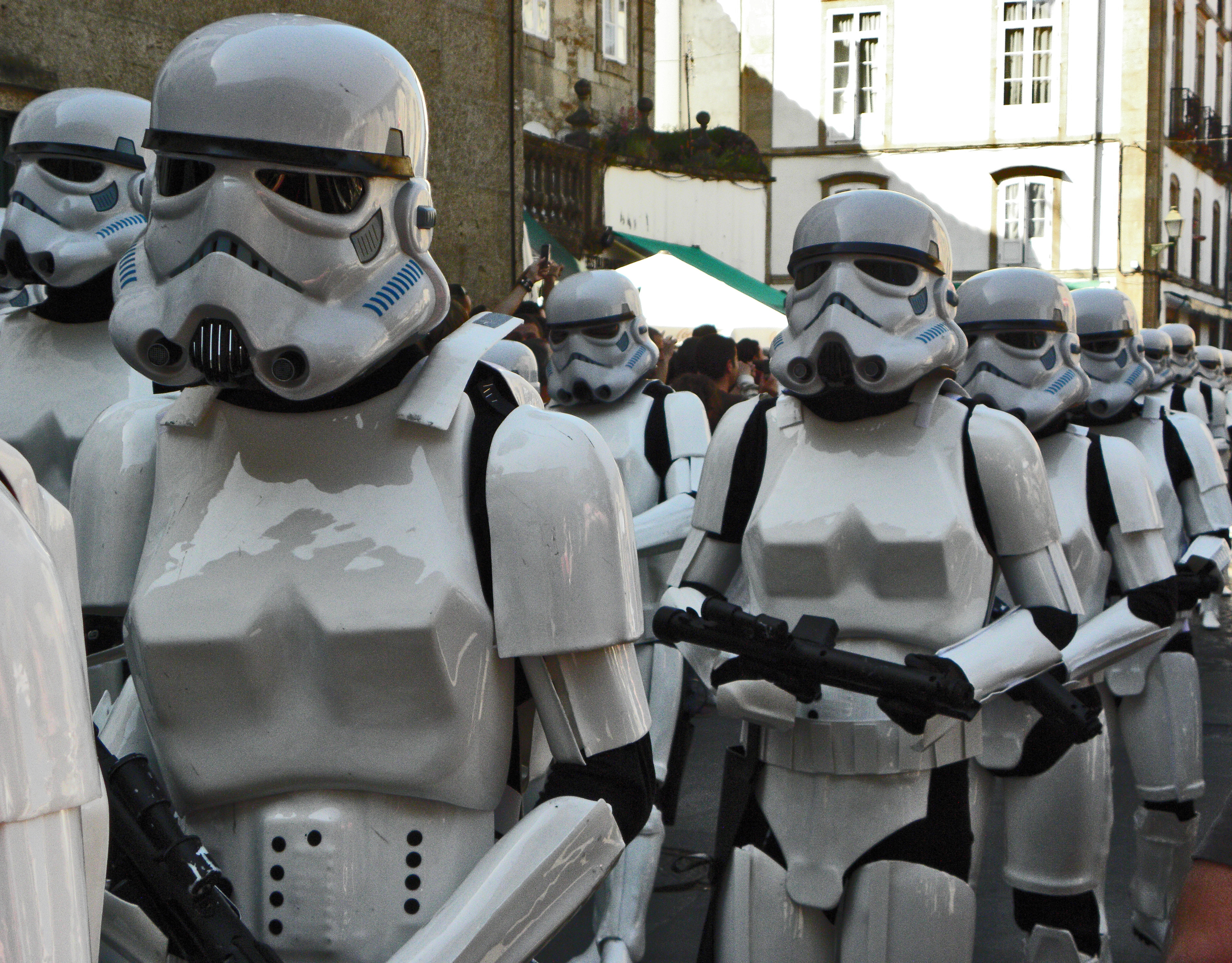
Birodalmi rohamosztagosnak öltözött emberek Santiago de Compostela utcáin (2010 körül)

A birodalmi rohamosztagosok (angolos írásmóddal: imperial stormtroopers) a Csillagok háborúja elképzelt univerzumának egyik embercsoportja, amely a Galaktikus Birodalom hadseregének az elit alakulatát képezi.

## Leírásuk
A birodalmi rohamosztagosok, illetve (elsősorban régebbi, nyolcvanas évekbeli regényfordításokban előforduló, ritkábban használt kifejezéssel) rohamgárdisták elsőként megalakult csapatait a Galaktikus Köztársaság egykori hadseregéből, a klónkatonákból hozták létre. Ők genetikailag azonosak a génmintát szolgáltató Jango Fettel, a mandalori fejvadásszal. Mint genetikai „apjuk”, a birodalmi klón-rohamosztagosok is 1,83 méter magasak voltak, enyhén kreol bőrrel; testtömegük 79 kilogramm; továbbá fekete színű a hajuk és sötétbarna a szemük. Páncélzatuk teljesen fehér, csak a hajlatoknál és a sisak elülső részén vannak fekete sávozások.
Amikor Palpatine császár kezdte megszilárdítani a hatalmát a klónháborúk után, a birodalmi rohamosztagosokat már többféle mintaegyedből klónozták (mivel mintaegyedüket, Jango Fettet Mace Windu jedi-lovag megölte a Geonosison egy összecsapásban), és elkezdték a csapatokat a birodalmi bolygók lakosságából is toborozni. Kezdetben Lama Su kaminói miniszterelnök gyárai a klónkatonákból vett mintákat használták az újabb generációs klónokhoz, de ez a módszer gyártási problémákhoz (genetikai degenerációhoz) vezetett, így nem voltak vele elégedettek, és elkezdték más módszerekkel felváltani. Az Új Remény cselekményének idejére már a természetes úton születettek közül sorozott (toborzott) emberek voltak a többségben a klónok helyett. A Birodalom végnapjaiban kezdték kifejleszteni a sötét gárdistákat (dark troopers), magas intelligenciafokozatú kiborgokat (eleinte) és harci droidokat (később), akik részben helyettesítették volna a rohamosztagosokat. A Felkelők Szövetségének győzelme miatt ez a folyamat nem fejeződött be.
A birodalmi rohamosztagosok minden birodalmi hajón megtalálhatók, egyrészt mivel első csapásmérő egységként szolgálnak, és bárhol, bármikor bevethetőnek kell lenniük, másrészt a jelenlétük a hajókon fenntartotta a tisztek lojalitását is a császár iránt. Nem lehet megzsarolni vagy megvesztegetni őket. Szigorú katonai fegyelemben élnek. Egységeik elkülönülnek a Birodalmi Hadsereg és a Birodalmi Flotta egységeitől is. Bár elit harcosoknak számítanak, ugyanakkor feláldozhatók is.
Egy rohamosztagos zászlóalj 820 katonából áll. Fehér színű páncélzatuk 18 részből áll, ami belül egy kétrészes, hőmérséklet-stabilizált ruhához kapcsolódik. A páncélzat tartalmaz energiaforrást és különféle berendezéseket, amik a páncélzat szerves részét képezik, szorosan ahhoz kapcsolódnak. A sisak polarizált napellenzőt („sisakrostélyt”), és kommunikációs berendezést tartalmaz. A derekukon lévő övben csáklyázó kötél, tartalék elemek, és a túléléshez szükséges felszerelés van. Az elit 501-es egység Darth Vader személyes parancsnoklata alá tartozik, ezért néha „Vader Öklé”-nek is nevezik (Vader's Fist).

### Specializált és elit elitegységek
A szokásos rohamosztagosokon kívül a Birodalom specializált egységeket is kifejlesztett, ilyenek voltak a sarkvidéki, extrém hideg környezetre való hógárdisták (snow troopers), akiknek páncélzata erősebb fűtést tartalmazott, módosított talpú csizmát, és a teljes arcot védő légzőmaszkot.
Űregységeik (space troopers) a világűrben való tevékenységhez alkalmazkodtak, zéró-gravitációban akciót tudtak végrehajtani ellenséges hajók ellen. Ezek a rohamosztagosok egyénenként úgy mozogtak a világűrben, mint egy-egy űrhajó, szigetelve voltak a vákuum ellen, rendelkeztek a légzéshez szükséges levegővel és a támadáshoz használható fegyverekkel.
A felderítők (scout trooper) könnyített páncélzattal és fegyverzettel voltak ellátva, de gyorsabban tudtak mozogni. Szinte minden birodalmi helyőrségben megtalálhatók voltak. Többnyire villámgyors járműveiken (AT-ST-k és hasonló, kisebb lépegető harcjárművek által támogatott siklómotorok) járták be a helyőrségük környezetét. A felderítés céljaira használt speciális eszközök vannak beépítve a sisakjukba, amik azonnal elemzik a környezetüket. Léteznek vízalatti működésre szánt rohamosztagosok (sea troopers), sivatagi környezetben tevékenykedő homokgárdisták (sand troopers), vannak erős sugárzásban is harcképes katonák (rad trooper – a radiation = sugárzás szóból).

## Történelmük
A birodalmi rohamosztagosok története Y. e. 19-ben kezdődött, a „66-os parancs” érvénybe lépése és a Galaktikus Birodalom megalapítása után. Y. e. 19-ben Darth Sidious Sith Úr kiadta a jedik életét kioltó „66-os parancsot”, a klónkatonák szemrebbenés nélkül a jedi vezéreik ellen fordultak és sokukat megöltek.
Az eseményt követően a jedik árulással vádolták a klónkatonákat, és sokukat ki is végezték. Továbbá Palpatine eltörölte a Galaktikus Köztársaságot és az új klón hadseregével létrehozta a Galaktikus Birodalmat; magát pedig Császárnak nevezte ki. Ettől kezdve a klónkatonákat birodalmi rohamosztagosoknak nevezték. A jedik vezetése nélkül az első birodalmi rohamosztagosok sok szörnyűséget követtek el; és hamarosan az újonnan létrejött Birodalomnak a félt és utált képviselőivé váltak.
Ezek az „újrahasznosított katonák” a Birodalom és a Császár hadseregén belül az elit alakulatot alkották. A több ezer leigázott rendszerben Palpatine Császár arc nélküli terror kormányzásának a képviselőivé váltak. A birodalmi rohamosztagosok a klónkatonáktól eltérően az emberek előtt nem vették le a sisakjaikat, és nem festettek megkülönböztető jeleket magukra. Mindnyájan tökéletes fehér páncélzatot viseltek; emiatt „hóember”-nek becézték[forrás?], a lázadó katonák pedig – jellegzetes rohamsisakjuk hát- és tetőlapjának alakja miatt – vödörfejűeknek is csúfolták őket.
Amikor a Birodalom megszállta a Dantuin nevű bolygót, a technológiailag eléggé fejletlen dantarikat lenyűgözte a birodalmi rohamosztagosok látványa. E katonákat valami istenszerű lényeknek vélték. Annyira elkápráztatta őket a látvány, hogy magukra tetováltatnak AT-AT terepjáró harci járműveket, a rohamosztagok sisakjait és aki valóban elszánt, az egész testére egy rohamosztagos páncélzatát festeti.
A birodalmi rohamosztagosok a Birodalom más hadtestjeivel együtt is harcba szálltak; azaz mellettük harcoltak egy újabb rendszer leigázásakor. Habár a Birodalmon belül több hatalom is parancsolt nekik, a rohamosztagosok mindenekelőtt a Császárnak engedelmeskedtek.
E mesterséges embercsoport egyedi növekedése siettetett, azaz igen gyorsan érik el a felnőttkort. Életük első évtizedében katonai és harcászati kiképzésben részesülnek. Életük legfőbb és egyben egyetlen célja megvédeni – akár életük árán is – a Birodalmat és főképp a Császárt. Rendületlen engedelmességet és önfeláldozást várnak el tőlük. Ezek a klónozott férfiak mindenféle fegyvert és járművet képesek használni; sokuknak specializált kiképzése is van.
Y. u. 4-ben a Császár és annak jobbkeze, Darth Vader halálát követően a Galaktikus Birodalom megbukott, azonban a rohamosztagosok nem tűntek el egyhamar. Y. u. 138-ban még lehetett látni rohamosztagost a Galaxisban. A Birodalom bukása után, körülbelül még 5 kisebb sith birodalom használta őket, mint hadsereget.
Az endori csata után 15 évvel a Pellaeon-Gavrisom Egyezmény szüntette meg a tevékenységüket. Vos Parck újból létrehozta az 501-es elit egységet, ennek tagjai között már nemcsak emberek, hanem más fajok is voltak.

## Megjelenésük a filmekben, könyvekben, videójátékokban
A birodalmi rohamosztagosok első megjelenése az Új remény című filmben van. A birodalmi rohamosztagosok e film két másik folytatásában is láthatók. A filmeken kívül, a birodalmi rohamosztagosok számos könyvben, képregényben, videójátékban és animációban is szerepelnek.

### Fordítás
- Ez a szócikk részben vagy egészben a Stormtrooper című Wookieepedia-szócikk fordítása. Az eredeti cikk szerkesztőit annak laptörténete sorolja fel.